# Massif de Coutach
Le massif de Coutach (prononcé « couta ») est un massif calcaire qui s'étend de Claret (Hérault) à Sauve (Gard) et les communes gardoises de Corconne, Quissac, Liouc, Conqueyrac et Pompignan.

## Géographie

### Topographie

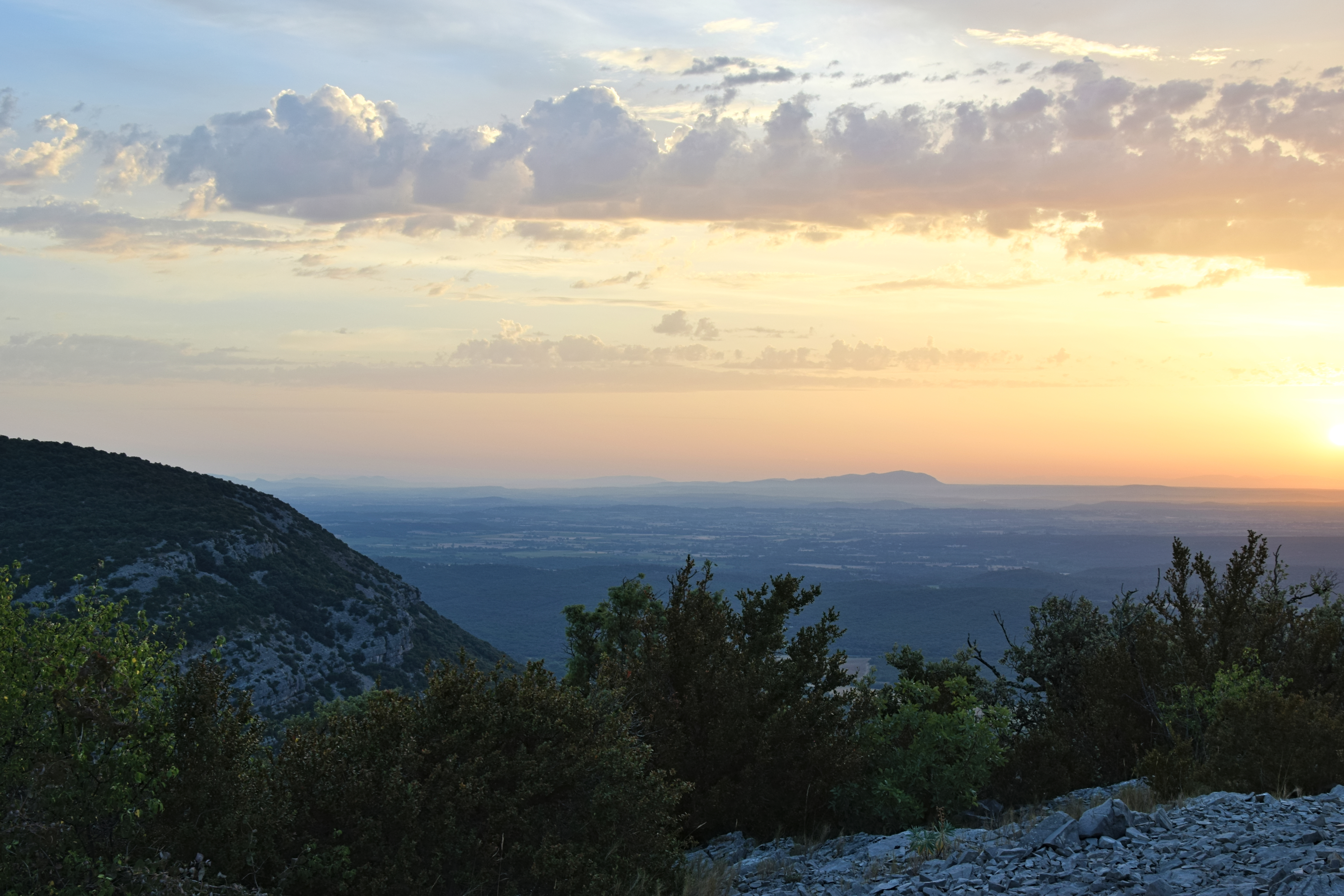
Vue depuis le massif de Coutach.
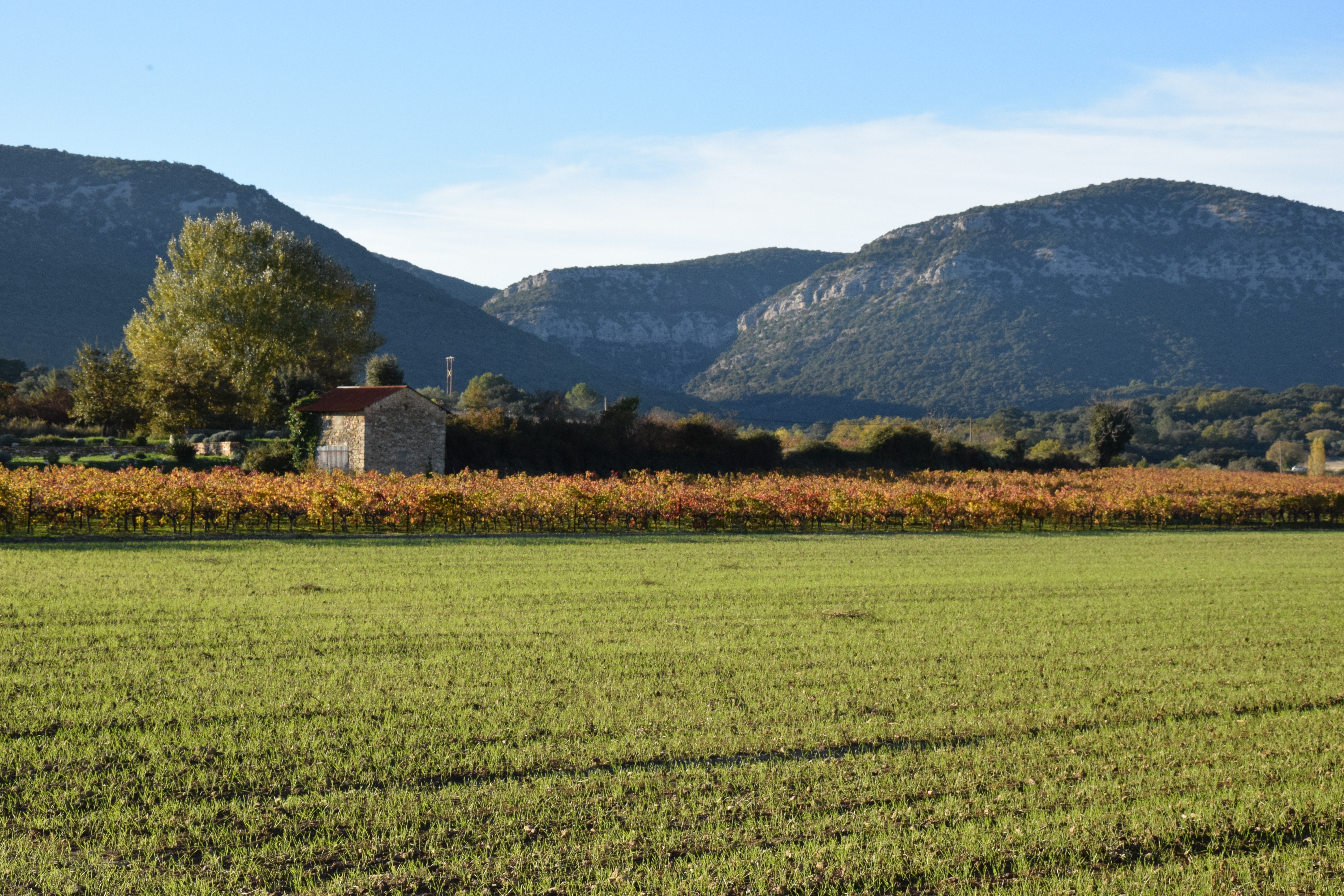
Vue du massif de Coutach depuis la commune de Liouc.
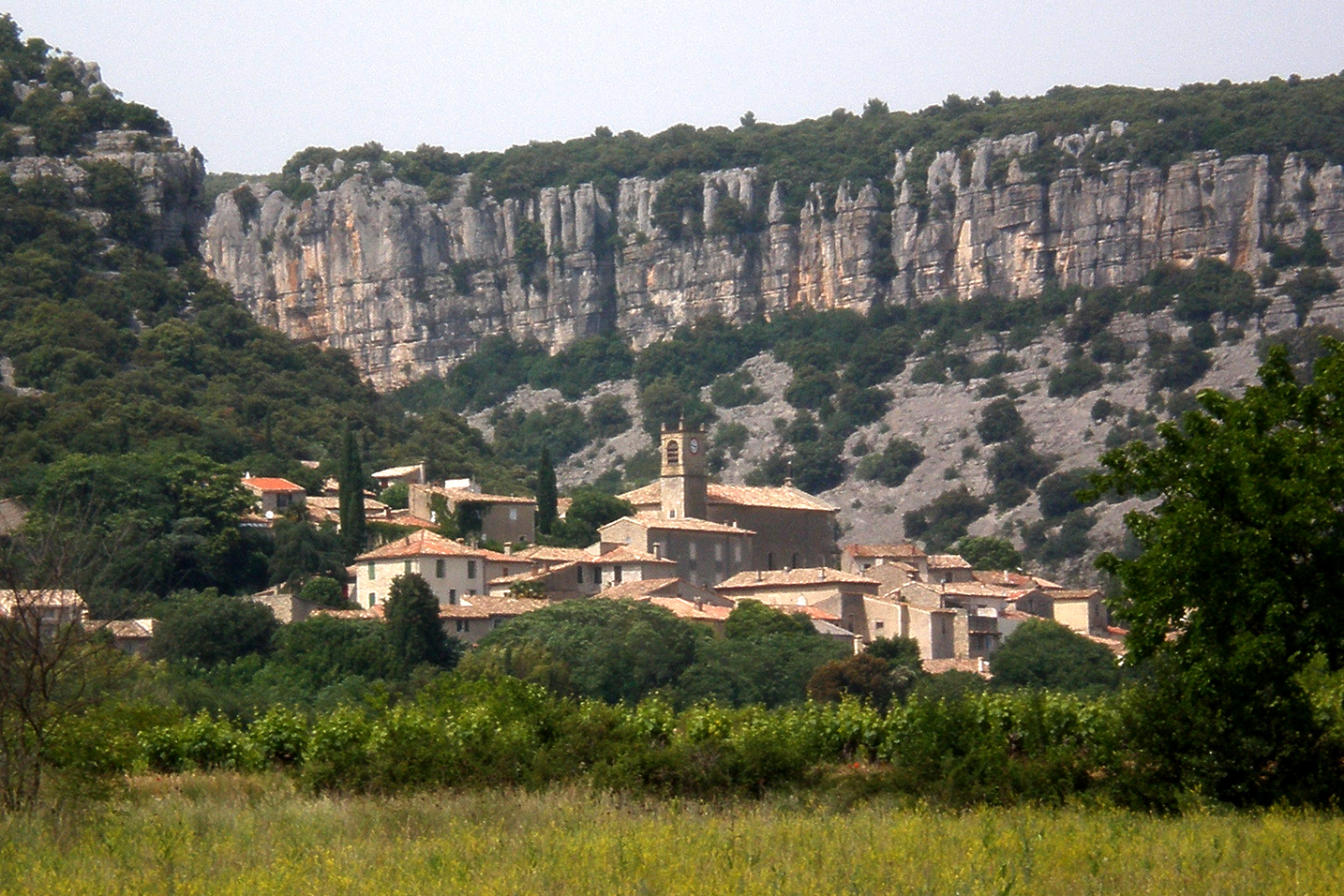
Vue du village de Corconne avec les contreforts du massif en arrière-plan.
- Animation 3D : survol en rotation.
- Survol du massif en automne 2019.

### Géologie

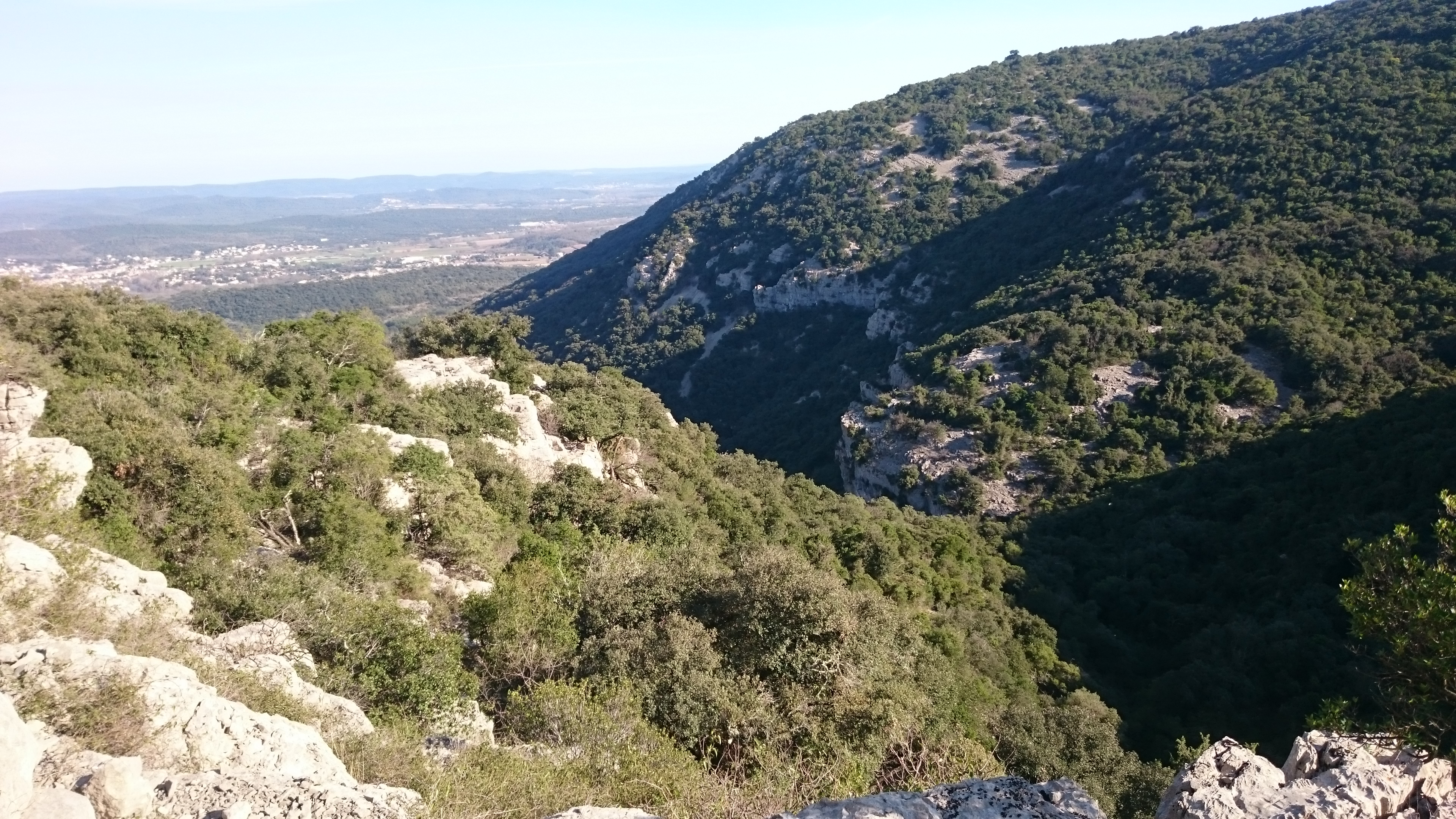
Reculée de Vallaguière dans le massif de Coutach.

Formé lors du Jurassique supérieur, ce massif calcaire de type karstique s’étend sur environ 25 km2 et recèle de nombreuses cavités karstiques. À l'est du massif se situe la faille de Corconne qui explique notamment la présence de la source thermale de Fonsange-les-Bains avec ses eaux tièdes sulfureuses.
Entre Quissac et Sauve se dessine le ravin de Vallaguière (ou parfois orthographié Valliguière), une belle reculée karstique dans le Jurassique supérieur. 

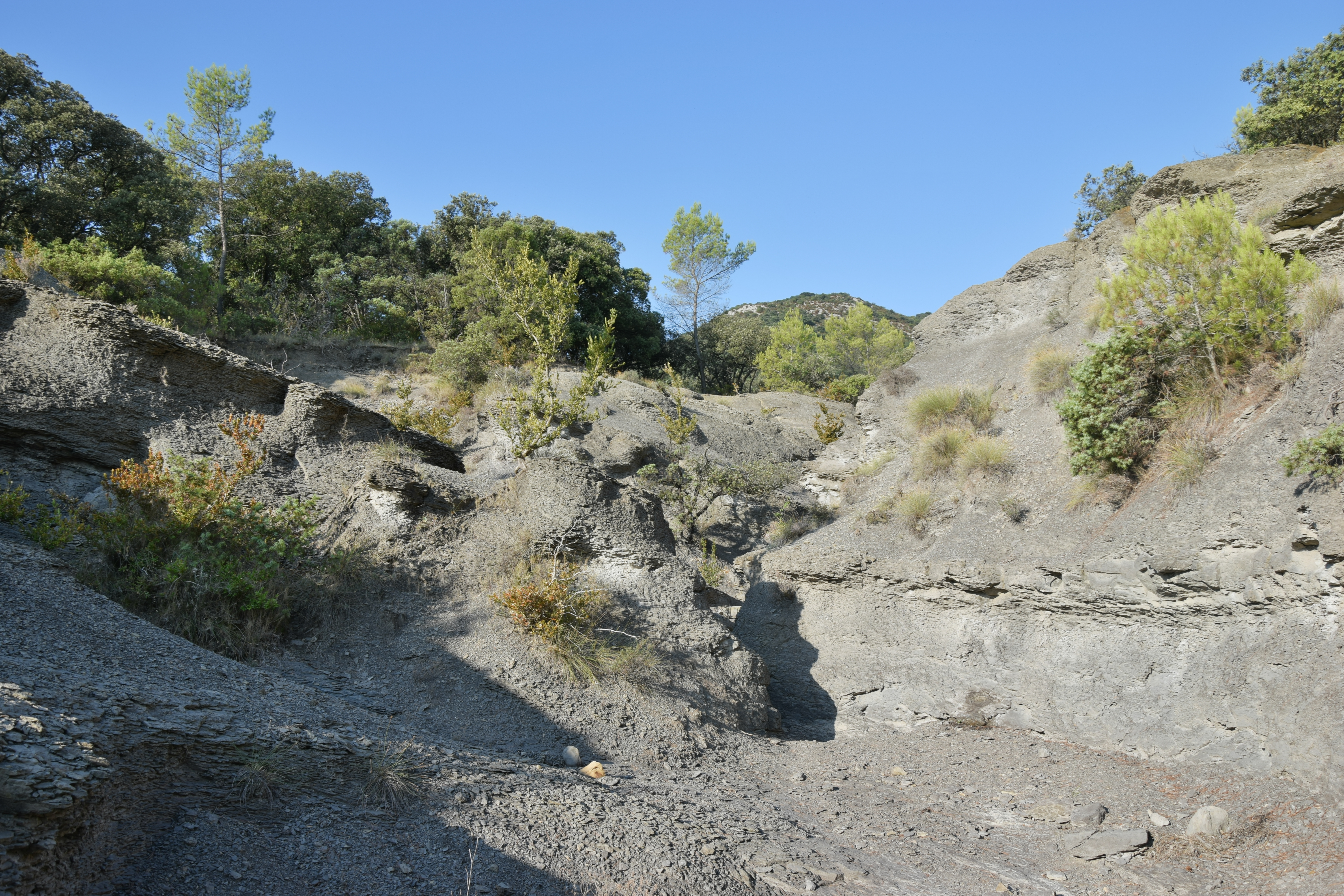
Marnes du Callovien au pied du massif de Coutach à Quissac.

À proximité, au pied du massif de Coutach, sont présentes des marnes du Callovien,, localement nommées les « terres grises ».
En 1946, puis en 1966, deux forages furent creusés pour tenter d'extraire du pétrole au lieu-dit « domaine de la Devèze ». La première tour de forage (Quissac no 1) fut stoppée à 1 649 m et connut quelques soucis techniques qui entraînèrent son abandon. Le deuxième forage (Quissac no 2), distant de 500 m, atteignit son objectif à 2 104 m,. Finalement nul hydrocarbure n'a été trouvé.
À l’extrémité nord du massif, dans la Mer des Rochers, le grand aven de Sauve est un regard sur le cours du Vidourle souterrain.

### Végétation

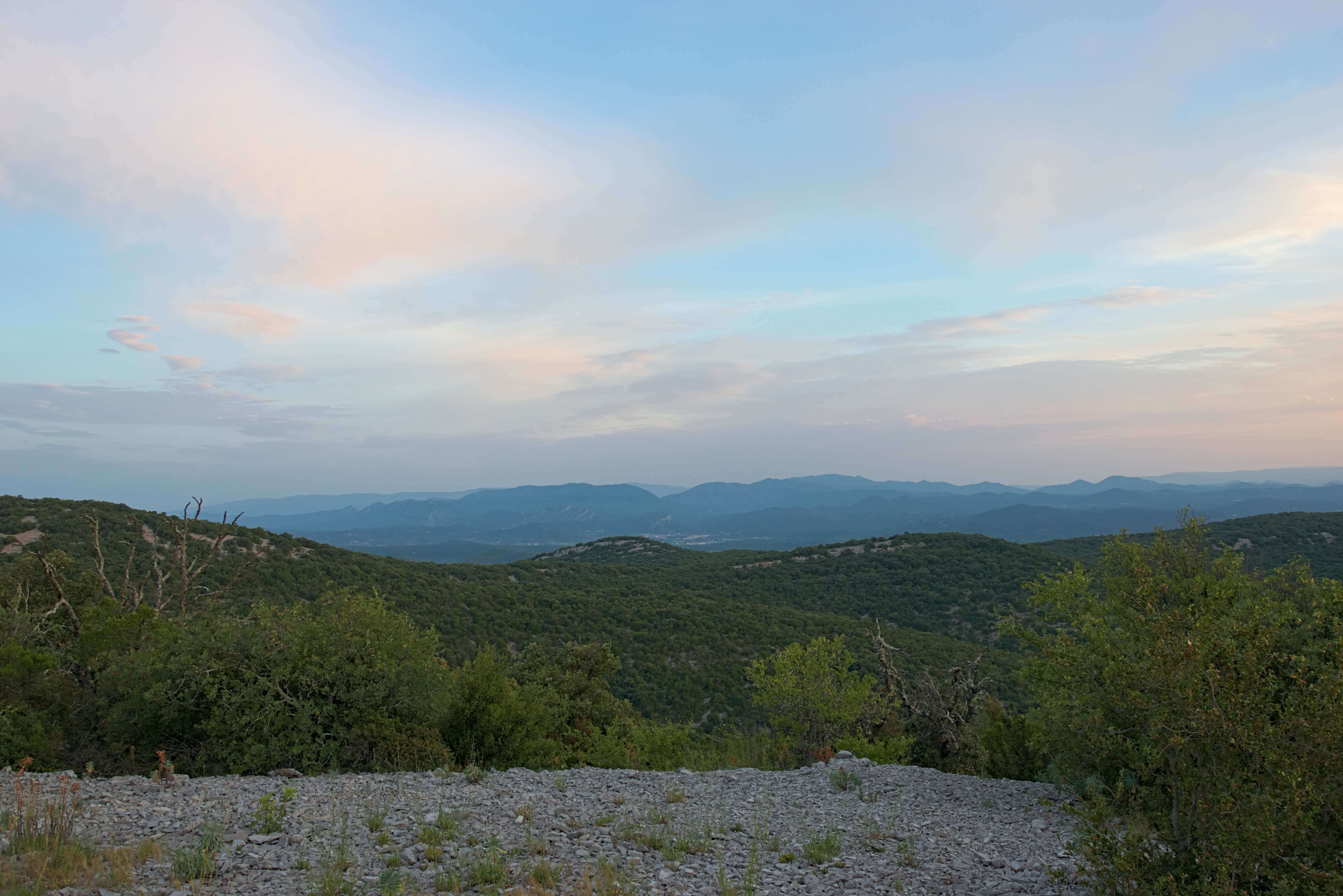
La garrigue dans le massif de Coutach.

Si à l'est du massif de Coutach le paysage est essentiellement composé de vignobles, le massif lui-même est une zone de garrigue. Plus ou moins parsemée de chênes et de cade, la végétation peut sembler pauvre au premier abord mais est en réalité constituée d'une grande diversité de plantes.
Hormis quelques coupes de bois sur les hauteurs, le Coutach est pour l'essentiel préservé de toute exploitation humaine.

## Histoire

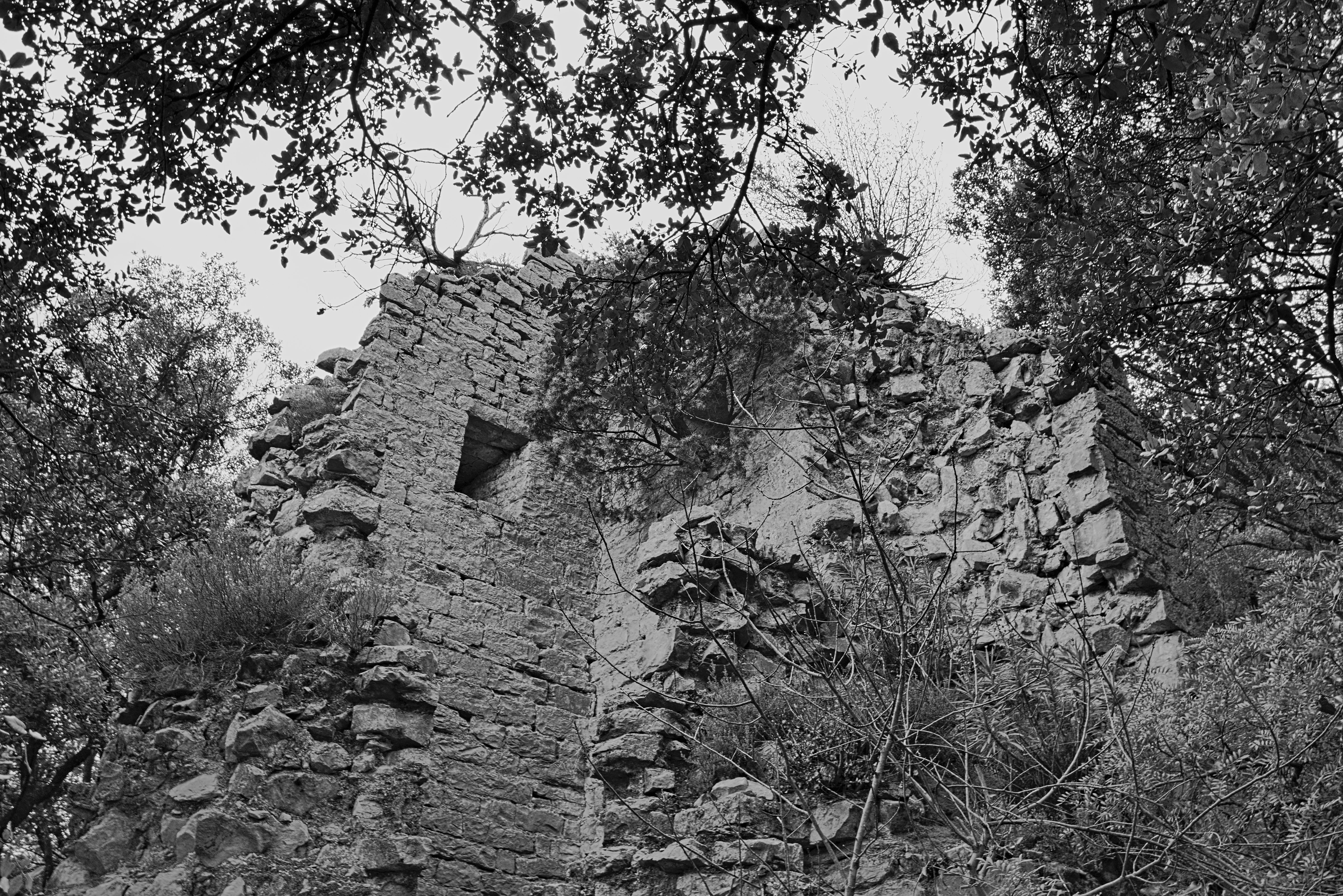
Tour des Fées dans le massif de Coutach.

Quelques fouilles archéologiques dans des grottes attestent la présence de l'Homme dans le Coutach dès le Néolithique,.
Une très ancienne voie (pré-romaine jusqu'au XVIIe siècle) longeait le massif entre Corconne et Sauve. Il n'en reste qu'un ancien pont à proximité de Fonsange ainsi que la discrète tour des Fées, tour de guet certainement destinée à surveiller le passage des voyageurs. C'est la construction du vieux pont de Quissac (au dessus du Vidourle) qui viendra modifier les itinéraires autour du XIIIe siècle.
Sorti de son utilisation des cavités au Néolithique, l'Homme ne vit plus dans le Coutach mais s'installe à son pied et essentiellement sur les bords du fleuve Vidourle. La montagne est désormais utilisée pour le bois et la chasse. En 1965, sur la commune de Liouc, les propriétaires de la carrière de Pied Bouquet (ou carrière Terrisse) commencent à en exploiter la roche.

## La Mer des Rochers

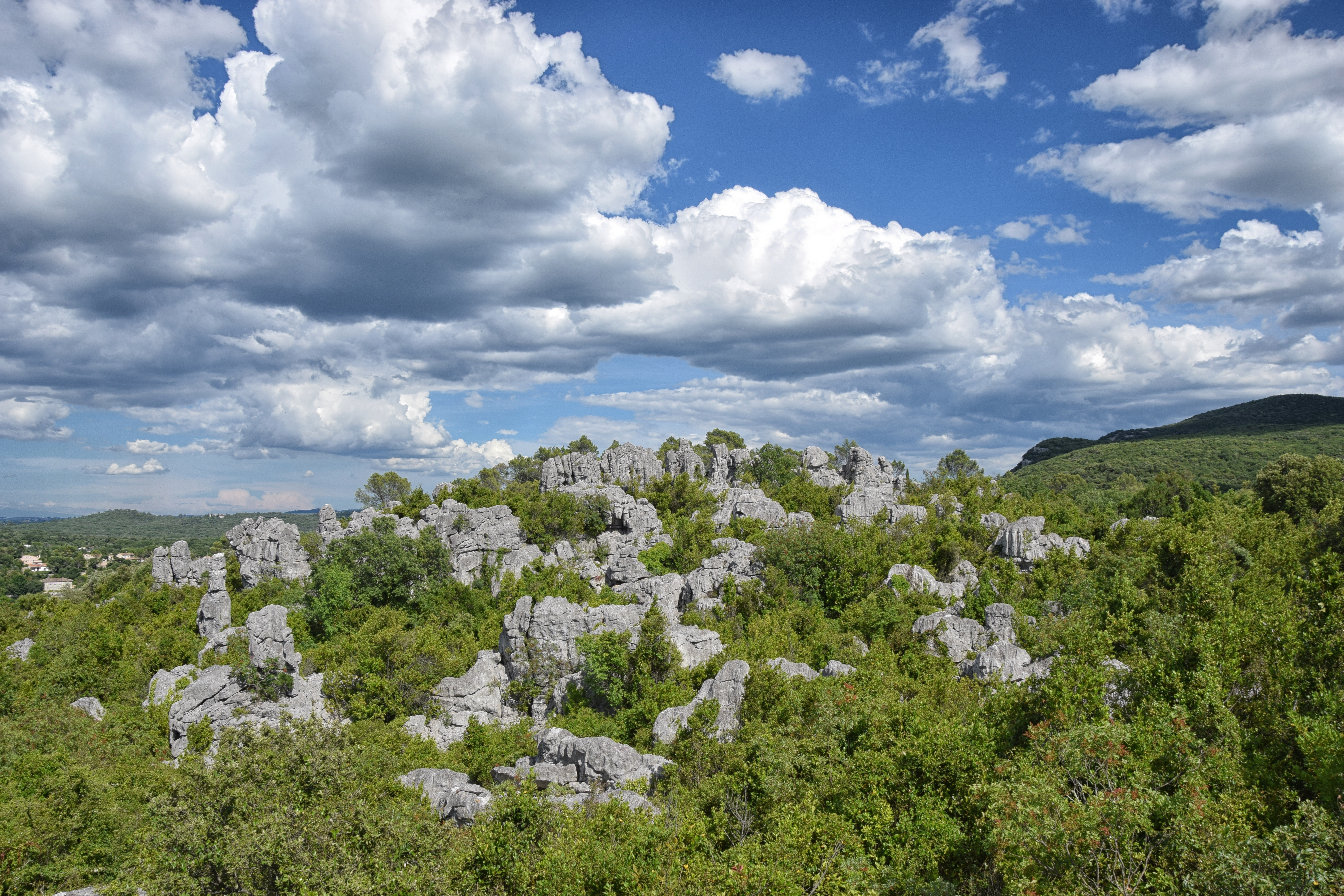
Vue de la Mer des Rochers.

Au nord du massif, sur le territoire de Sauve, se situe une étendue au paysage particulièrement atypique. Au cours de son évolution géologique (érosion du calcaire) la roche a pris des formes sculpturales impressionnantes.
La Mer des Rochers est la seule partie touristique du massif. Lieu de culture jusqu'au milieu du XXe siècle (cerisiers, pêchers, oliviers, vignes, mûriers et micocouliers) en raison de la bonne qualité du sol, des dizaines de sentiers monotraces sont désormais empruntés par les visiteurs.